# Hasegawa Noboru
Hasegawa Noboru (japanisch 長谷川 昇; geboren 11. Mai 1886 in Aizu-Wakamatsu (Präfektur Fukushima); gestorben 26. August 1973) war ein japanischer Maler im Yōga-Stil.

## Leben und Wirken
Hasegawa Noboru wurde in Aizu-Wakamatsu geboren, wuchs aber bei den Großeltern in Hokkaidō auf. 1905 begann er ein Studium in der Abteilung für Westliche Malerei an der „Tōkyō bijutsu gakkō“ (東京美術学校), einer der Vorläufereinrichtungen der heutigen Universität der Künste Tokio. Schon während seiner Ausbildung, die er 1910 abschloss, konnte er auf der „Bunten“ ausstellen.
Auf der 4. „Bunten“ wurde sein Bild „Oshiroi“ (白粉) – „Weißes Puder“, also die weiß gepuderter Kopf einer Geisha, ausgezeichnet. Im folgenden Jahr ging er zur Weiterbildung nach Frankreich. 1915 kehrte er zurück und wurde Mitglied in der Abteilung für Westliche Malerei des Nihon Bijutsuin. 1921 ging er wieder nach Frankreich, kehrte im Jahr darauf zurück und wurde eins der Gründungsmitglieder der Künstlergruppe Shun’yōkai. Dort stellte er Frauenakte und Personenbilder aus.
1938 trat Hasegawa aus der Shun’yōkai aus. 1941 wurde er Juror der Bunten-Ausstellung. Er stellte dort weiterhin aus, nach dem Zweiten Weltkrieg auch auf der nun nicht mehr staatlich Nachfolgerin „Nihon bijutsu tenrankai“ (日本美術展覧会) aus. In seinen späteren Jahren malte er mit vor allem Bilder, die Kabuki-Schauspieler oder Bunraku-Puppen zum Gegenstand haben.
1957 wurde Hasegawa Mitglied der Akademie der Künste. Das Nationalmuseum für moderne Kunst Tokio besitzt eine Reihe Bilder von ihm.